# Малиновка (Зоринський район)
Мали́новка (рос. Малиновка) — селище у складі Зоринського району Алтайського краю, Росія. Входить до складу Сосновської сільської ради.
Стара назва — Усть-Осіха.

## Населення
Населення — 42 особи (2010; 97 у 2002).
Національний склад (станом на 2002 рік):
- росіяни — 95 %